# Communauté de communes des Portes de l’Entre-Deux-Mers
Die Communauté de communes des Portes de l’Entre-Deux-Mers ist ein französischer Gemeindeverband mit der Rechtsform einer Communauté de communes im Département Gironde in der Region Nouvelle-Aquitaine. Sie wurde am 10. Dezember 2002 gegründet und umfasst elf Gemeinden. Der Verwaltungssitz befindet sich im Ort Latresne.

## Historische Entwicklung
Mit Wirkung vom 1. Januar 2017 wurde der Gemeindeverband um die Gemeinde Lignan-de-Bordeaux von der Communauté de communes du Créonnais und die Gemeinden Langoiran, Le Tourne, und Tabanac von der aufgelösten Communauté de communes du Vallon de l’Artolie erweitert.

## Mitgliedsgemeinden
| Gemeinde                                               | Einwohner 1. Januar 2022 | Fläche km² | Dichte Einw./km² | Code INSEE | Postleitzahl |
| ------------------------------------------------------ | ------------------------ | ---------- | ---------------- | ---------- | ------------ |
| Baurech                                                | 936                      | 7,68       | 122              | 33033      | 33880        |
| Cambes                                                 | 1.853                    | 5,34       | 347              | 33084      | 33880        |
| Camblanes-et-Meynac                                    | 3.145                    | 8,68       | 362              | 33085      | 33360        |
| Cénac                                                  | 2.151                    | 7,50       | 287              | 33118      | 33360        |
| Langoiran                                              | 2.210                    | 10,14      | 218              | 33226      | 33550        |
| Latresne                                               | 3.699                    | 10,39      | 356              | 33234      | 33360        |
| Le Tourne                                              | 836                      | 2,53       | 330              | 33534      | 33550        |
| Lignan-de-Bordeaux                                     | 834                      | 8,94       | 93               | 33245      | 33360        |
| Quinsac                                                | 2.216                    | 8,14       | 272              | 33349      | 33360        |
| Saint-Caprais-de-Bordeaux                              | 3.460                    | 10,26      | 337              | 33381      | 33880        |
| Tabanac                                                | 1.074                    | 8,00       | 134              | 33518      | 33550        |
| Communauté de communes des Portes de l’Entre-Deux-Mers | 22.414                   | 87,60      | 256              | –          | –            |